# Shinjū
Shinjū (心中?) este un termen japonez care înseamnă „dublă sinucidere”, folosit în mod obișnuit pentru a se referi la orice sinucidere de grup a două sau mai multe persoane legate prin iubire, de obicei îndrăgostiți, părinți și copii, și chiar familii întregi. O dublă sinucidere fără consimțământ se numește muri-shinjū (無理心中?) și este considerată un fel de crimă-sinucidere.
Îndrăgostiții care comiteau o dublă sinucidere credeau că se vor reuni în ceruri, o viziune susținută de învățăturile feudale din perioada Edo, care susțineau că legătura dintre doi îndrăgostiți continuă în lumea de dincolo și de învățătura budismului Pământului Pur, în care se crede că, printr-o dublă sinucidere, se poate ajunge mai aproape de renașterea în Pământul Pur.

## Etimologie
Cuvântul shinjū este format din caracterele pentru „minte/inimă" (心?) și "centru/interior" (中?). În acest context, înseamnă literalmente „interiorul inimii” sau „unitatea inimilor”, reflectând probabil o legătură psihologică între participanți.